# Neschwilerbach
Der Neschwilerbach (im Oberlauf Schliifibach) ist ein 1,7 Kilometer langer linker Zufluss des Tobelbachs im Schweizer Kanton Zürich. Der Bach entwässert einen Abschnitt der Region Tösstal im Zürcher Oberland.

## Geographie

### Verlauf

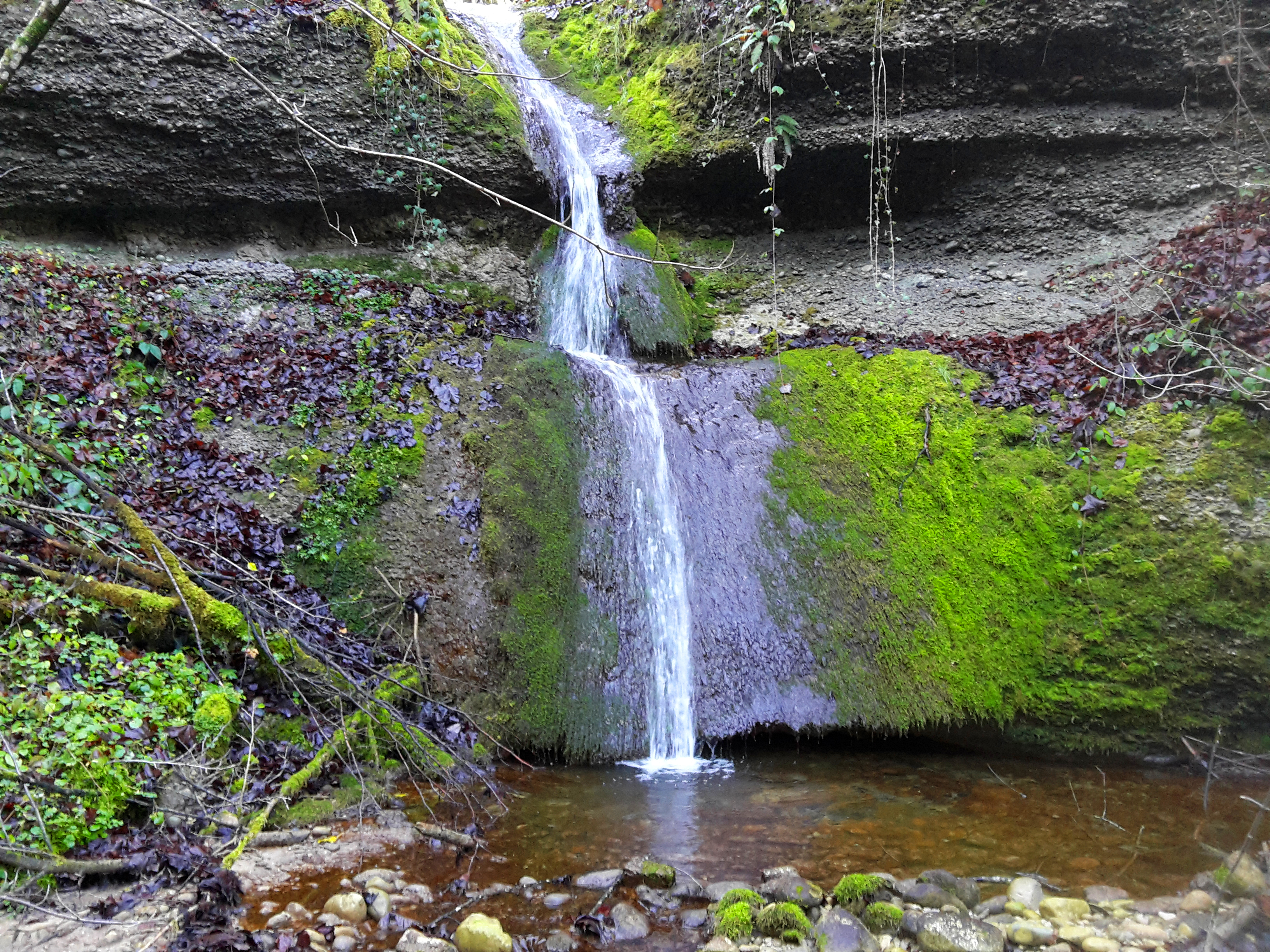
Wasserfall am Neschwilerbach

Der Bach entspringt auf etwa 664 m ü. M. als Schliifibach wenig südwestlich der Weisslinger Aussenwacht Neschwil. Die eingedolte Quelle liegt am Eggbüülweg an der nördlichen Grenze des Waldgebiets Egg. Er fliesst anfangs, stets eingedolt, unter den Feldern des Gebiets Awändel, anschliessend unter Neschwil hindurch, wobei er meist nach Nordnordost geleitet wird. Beim Underdorf tritt er erstmals an die Oberfläche und durchfliesst zugleich ein steiles und dicht bewaldetes Tobel Richtung Nordosten. Nach der Einmündung des Aespenbächlis von links passiert der Bach zwei Wasserfälle, wovon der grössere acht Meter hoch ist. Gleich danach bildet er kurz die Gemeindegrenze zu Zell, ehe er die Grenze komplett übertritt.
Der Bach wird jetzt als Neschwilerbach bezeichnet. Es ergiesst sich zugleich von links der Stutzbach, und der Bach erreicht das Tobel, das hier relativ breite Tal des Tobelbachs. Er durchquert – nun von lichtem Baumbestand begleitet – die Schochenwis am rechten Ufer sowie die Schürwiesen linksufrig. Der Bach mündet schliesslich nach Unterquerung der Tobelstrasse auf etwa 520 m ü. M. zwischen Tobelhof im Südosten und Hinterrikon im Norden in den Unterlauf des Tobelbachs, dessen letzten grossen Zufluss er darstellt.

### Zuflüsse
Die direkten und indirekten Zuflüsse bachabwärts
- Aespenbächli (links), 0,7 km
- Stutzbach (links), 0,4 km
  - Erlenweidbächli (rechts), 0,3 km

## Bilder

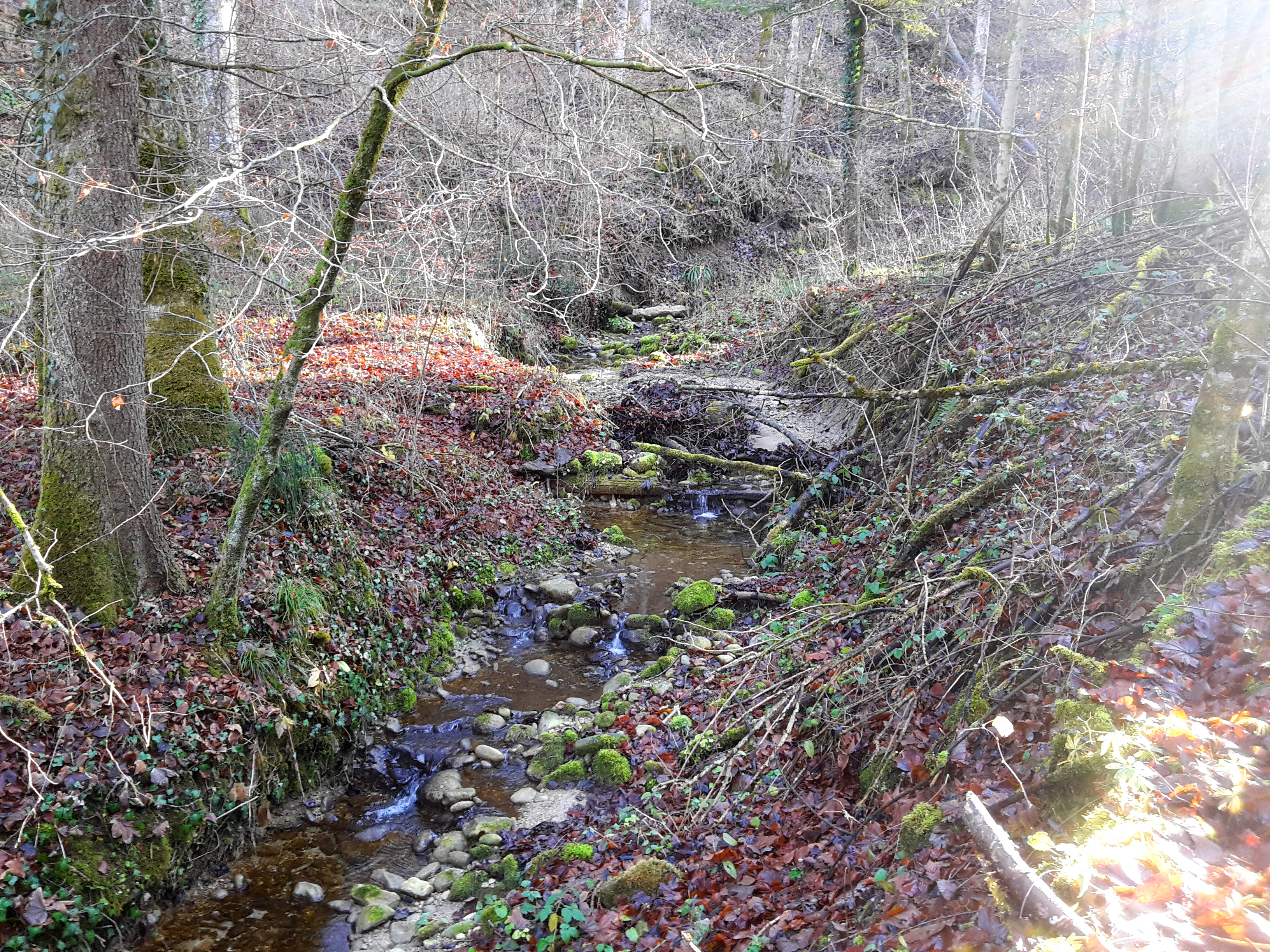
Neschwilerbach vor der Einmündung des Stutzbachs
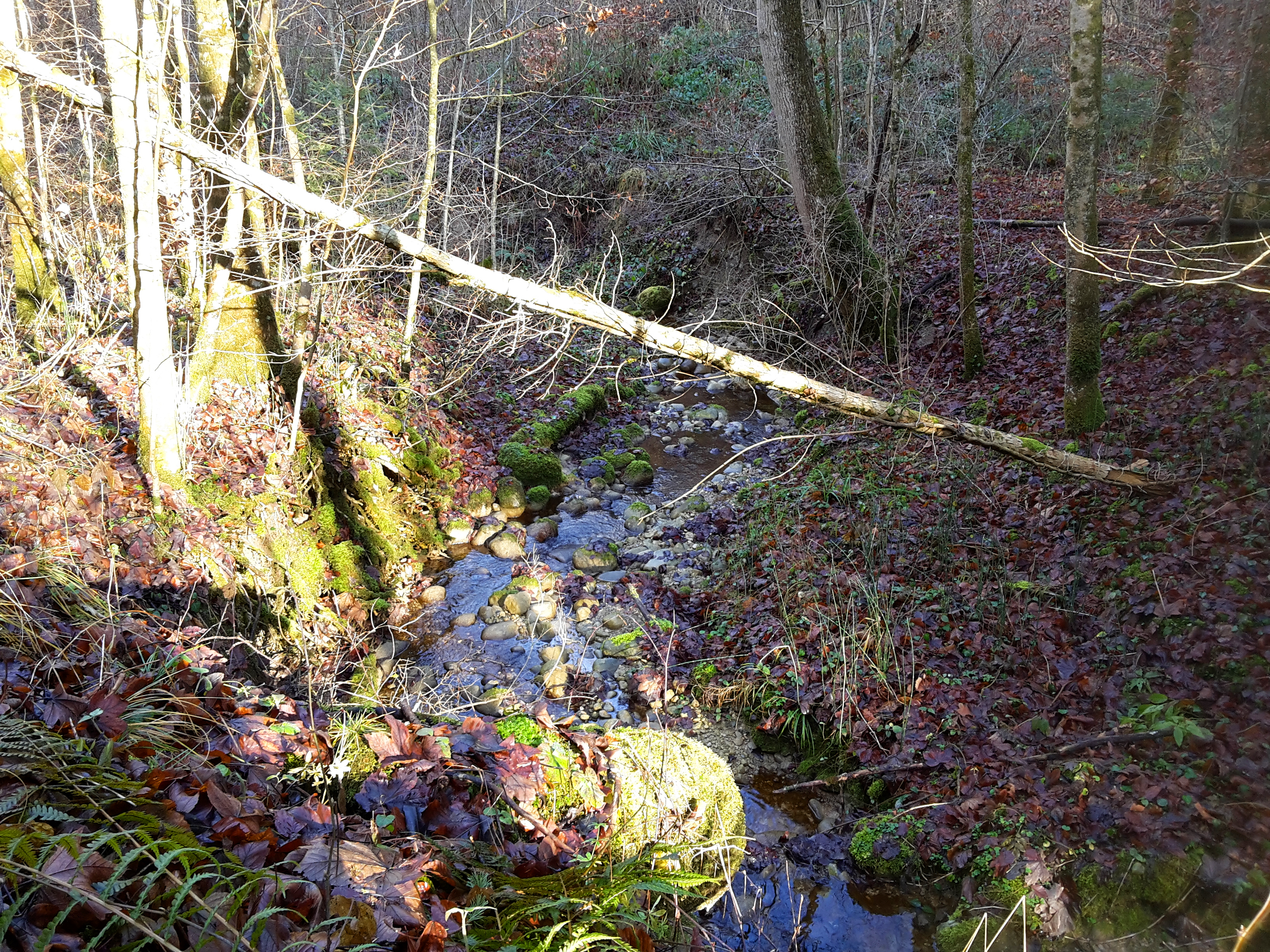
Neschwilerbach vor der Einmündung des Stutzbachs
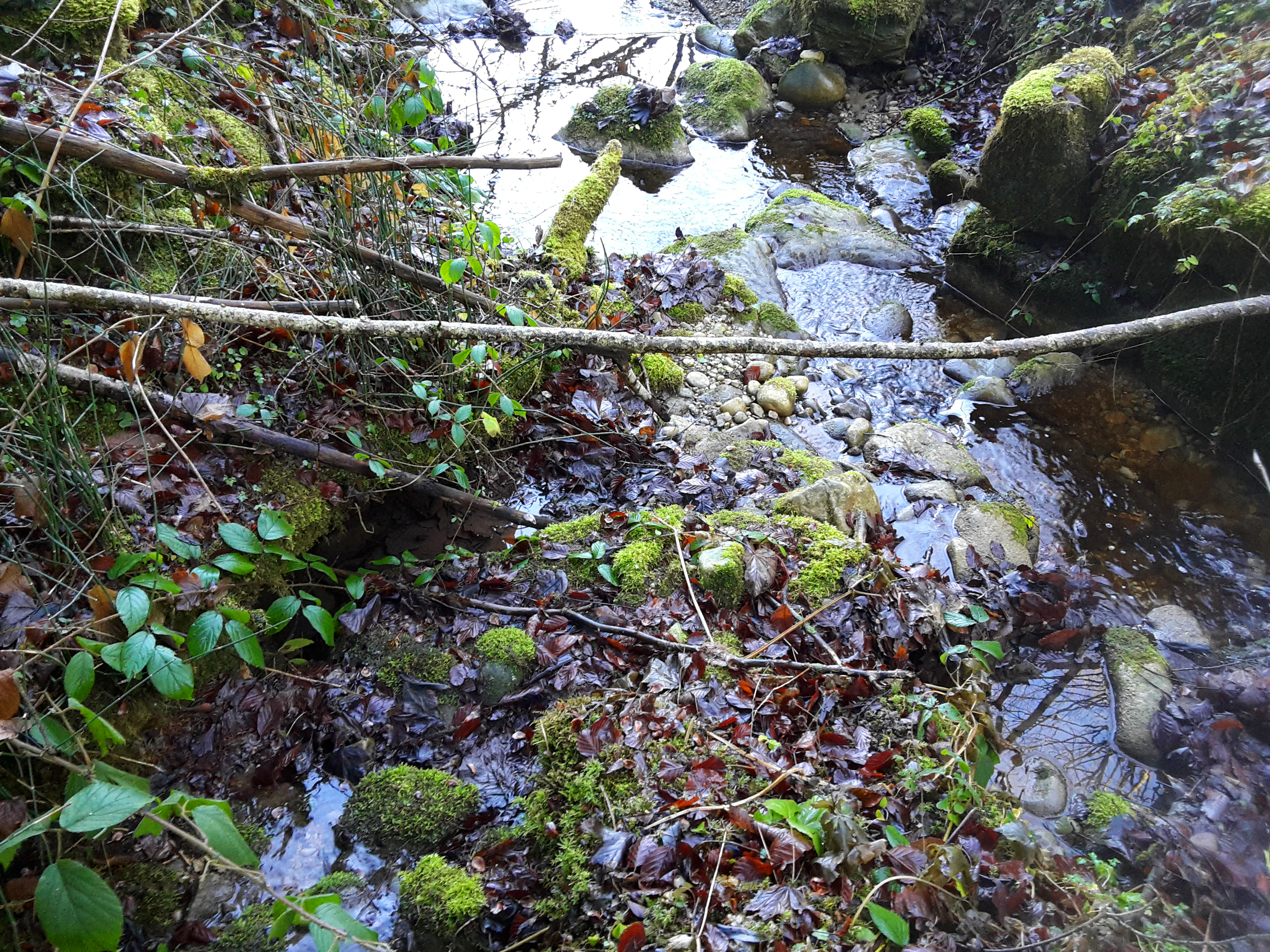
Mündung des Stutzbachs (von links) in den Neschwilerbach